# Landesgartenschau Zeitz 2004
Die Landesgartenschau Zeitz 2004 war die 1. Landesgartenschau in Sachsen-Anhalt. Sie fand vom April bis zum 24. Oktober 2004 in der Stadt Zeitz im Burgenlandkreis auf dem Gelände rund um den Schlosskomplex der Moritzburg statt. Ausrichter der Gartenschau war die Stadt Zeitz.